# 國井一家
國井一家（くにいいっか）は、茨城県鹿嶋市に本拠を置く博徒系暴力団で、指定暴力団松葉会の二次団体。

## 来歴
関根組の幹部であった國井源吾衛門が戦前に結成。関根組解散後は、松葉会に加入した。1968年に國井が死去してしばらく総長不在の状態が続いたものの、沼田正が二代目を継承。1983年に沼田が死去すると、総長代行の役にあった伊藤芳将が三代目を継承した。2008年に秋葉光作が四代目を継承した、2011年に秋葉が死去。

## 歴代総長
- 初代（19**年～1968年） - 國井源吾衛門
- 二代目（19**年～1983年） - 沼田正
- 三代目（1983年～2008年） - 伊藤芳将（松葉会幹事長、茨城松誠会会長）
- 四代目（2008年～2011年） - 秋葉光作（松葉会執行部理事、茨城松誠会会長補佐兼理事長）
- 五代目 – 伊藤芳将（七代目松葉会会長、元最高顧問・伊藤義雄の息子）
- 六代目 – 伊藤 央（元最高顧問・伊藤義雄の息子、五代目・伊藤芳将の実弟）

## 幹部陣（2008年時点）
- 総長 - 空席
- 最高顧問 - 伊藤義雄（三代目の実父）
- 舎弟・総長補佐 - 保立岩男（神栖市知手地区貸元、保立組組長）
- 舎弟・総長補佐 - 出口衛（行方市貸元、出口組組長）
- 舎弟・総長補佐 - 須田篤（國神会会長）
- 舎弟・総長補佐 - 牧野行雄（牧野組組長）
- 直参・理事長 - 水野克美（神栖市北地区貸元、水野組組長）
- 直参・理事長補佐 - 下川徳治郎（鹿嶋市貸元、下川組組長）
- 直参・理事長補佐 - 石川勝男（鉾田市貸元、石川組組長）
- 直参・理事長補佐 - 大塚操
- 直参・理事長補佐 - 菊地和浩（神栖市波崎地区貸元、菊地組組長）
- 直参・理事長補佐 - 増尾章（鹿嶋市大野地区貸元、増尾組組長）
- 直参・理事長補佐 - 貝塚美祐（東京責任者）
- 直参・総本部事務局長 - 中川太平（潮来市貸元、三代目宮田組組長）
- 直参・執行部 - 三瓶賢秀（三瓶組組長）
- 直参・執行部 - 片岡敏夫（片岡組組長）
- 直参・執行部 - 高田清（出口組相談役）
- 直参・執行部 - 淺野幸男（國神会相談役）
- 直参・執行部 - 中村洋一（保立組相談役）
- 直参・執行部 - 伊藤央（伊藤組組長）
- 直参・執行部 - 須田伸治（國神会・二代目須田組組長）
- 直参・執行部 - 池田高男
- 直参・執行部 - 荒川銃壱（荒川組組長）
- 相談役 - 柳町洋志
- 相談役 - 保立堂雄
- 相談役 - 大竹梅松
- 相談役 - 沼崎勝男
- 相談役 - 寺沢博
- 総本部事務局次長 - 石津陽二
- 総長付事務局次長 - 山田政孝
- 幹部 - 山辺幸生
- 幹部 - 栗原信夫
- 幹部 - 秋山勇次
- 幹部 - 青木英男
- 幹部 - 長谷川聡
- 幹部 - 永嶋政太郎
- 幹部 - 鈴木真二
- 幹部 - 幸保和幸
- 総長付 - 石田雅夫
- 総長付 - 林守
- 総長付 - 佐々木隆
- 総長付 - 堀内真樹
- 総長付 - 岩崎正寿

- 総長付 - 松本一利
- 総長付 - 山本隆幸
- 総長付 - 田村淳一